# Eurytoma sequax
Eurytoma sequax är en stekelart som beskrevs av Charles Thomas Brues 1910. Eurytoma sequax ingår i släktet Eurytoma och familjen kragglanssteklar. Inga underarter finns listade i Catalogue of Life.